# 149/35 S.
Il cannone da 149/35 S. (Schneider) era un pezzo d'artiglieria che armò fino alla seconda guerra mondiale le torrette corazzate delle fortificazioni italiane. Poiché gli arsenali nazionali producevano solo il 149/35 Mod. 1901 ad affusto rigido, fu commissionata alla francese Schneider la produzione di un cannone con caratteristiche balistiche simili ma su affusto a deformazione, come fatto con la Armstrong per il 149/35 Mod. 1901 Questi cannoni e le relative cupole andarono ad armare i forti di confine del Regno d'Italia durante la prima guerra mondiale. Allo scoppio della seconda nel 1940 risultavano in servizio con la GaF ancora 4 di questi pezzi sulla Frontiera Nord, tuttora visibili nel Forte Montecchio Nord a Colico.

## Tecnica
- granata monoblocco da 149/35: corpo bomba in acciaio, carica in miscela binitrofenolo-tritolo (MBT) o miscela nitrato ammonico-dinitronaftalina-tritolo (siperite o MNDT) o miscela schneiderite-tritolo (MST), peso: 37,93 o 36,24 o 37,1 kg a seconda dell'esplosivo usato
- granata da 149/35 inglese modificata: corpo bomba in acciaio, carica in tritolo o MST, peso: 41,45 o 42,8 kg
- granata da 149/35 inglese originale: corpo bomba in acciaio, carica in tritolo o MST o liddite, peso: 42,2 kg
- granata di ghisa acciaiosa da 149/12-35: corpo bomba in ghisa acciaiosa, carica in miscela acido picrico-tritolo (MAT) o MBT o MNDT, peso: 38,45 o 37,52 kg
- granata da 149/35 Mod. 32: corpo bomba in acciaio, carica in tritolo, peso: 42,527 o 42,498 kg
- shrapnel da 149/12-35: corpo bomba in acciaio, carica con pallette di piombo-antimonio, peso: 42,35 o 43 kg
- granata a d.e. (doppio effetto) da 149/35: corpo bomba in acciaio, carica in tritolo, peso: 45,117 kg

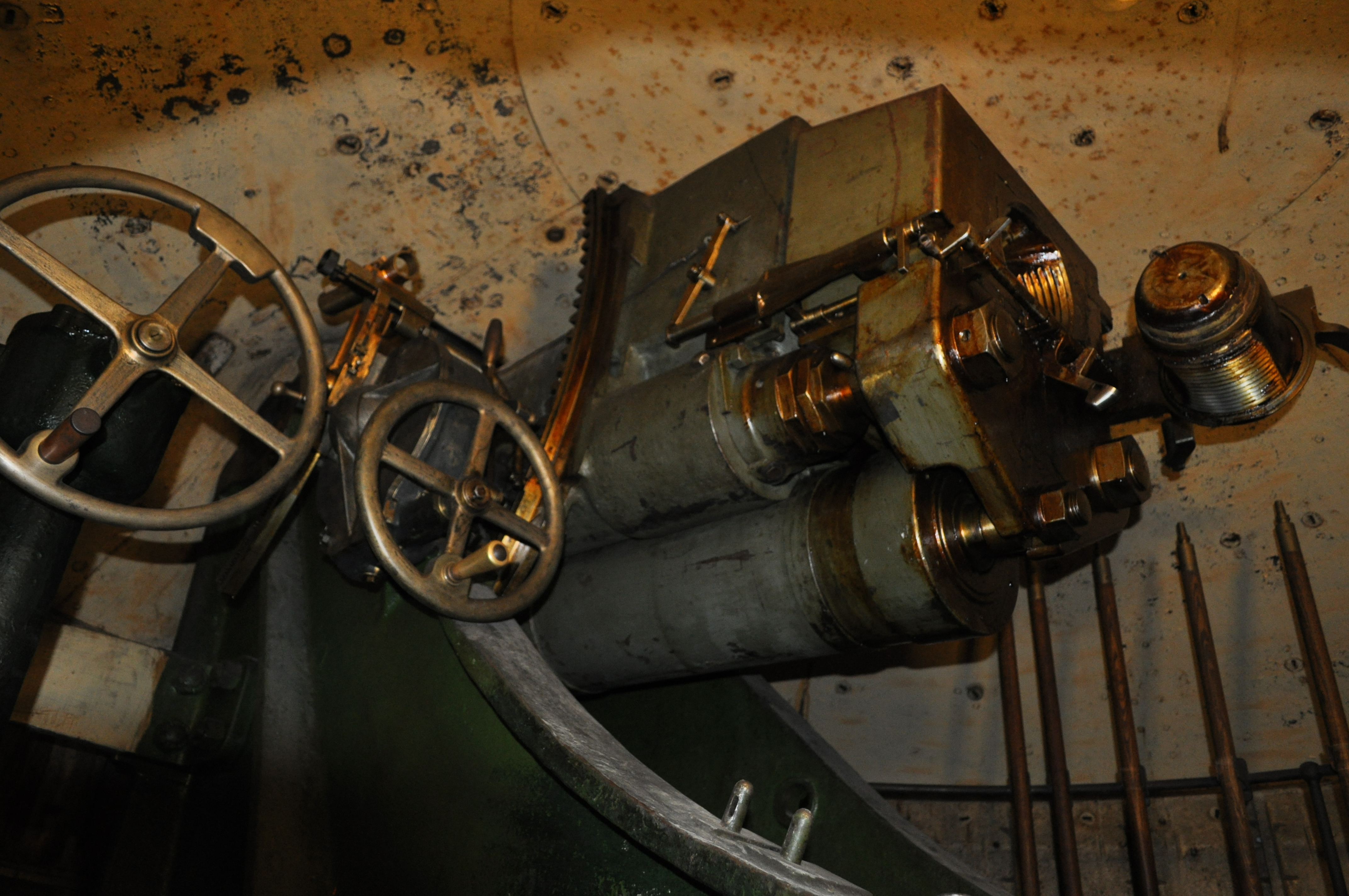
Culatta e otturatore di un pezzo da 149/35 Schneider in cupola corazzata.

Le armi furono prodotte sia direttamente dalla Schneider che su licenza dalla Ansaldo. La canna è in acciaio, a retrocarica, con rigatura sinistrorsa costante a 48 rilievi. L'otturatore è di tipo Schneider, a vitone cilindrico smussato. La bocca da fuoco così composta pesa 3800 kg ed è incavalcata su un affusto ad aloni fissato ad una piattaforma a tamburo girevole, solidale con la cupola semisferica corazzata. La cupola, in acciaio spesso 14 cm, è l'unica parte del complesso che sporge dall'opera ed è formata da due metà saldate tra loro, una posteriore da 13000 kg ed una anteriore dal peso di 12700 kg dalla cui cannoniera sporge la canna. La torre, pesante nel complesso 99830 kg, è inserita in una installazione a pozzo ricavata nel calcestruzzo, sulla quale ruota poggiando sul perno centrale sul fondo del pozzo e su 40 rulli in ottone, tramite i quali la cupola poggia su una rotaia affondata nel calcestruzzo e protetta da una avancorazza in ghisa affogata anch'essa nel calcestruzzo. Il munizionameno è lo stesso del 149/35.